# St. George (Australia)
St. George – miasto w Australii, w stanie Queensland.